# Paranorthia atlantica
Paranorthia atlantica är en ringmaskart som beskrevs av Hartman 1965. Paranorthia atlantica ingår i släktet Paranorthia och familjen Onuphidae. Inga underarter finns listade i Catalogue of Life.